# Augustus Garrett

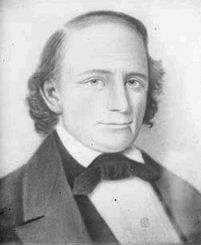
Augustus Garrett

Augustus Garrett (* 1801 in New York City; † 30. November 1848 in Chicago, Illinois) war ein US-amerikanischer Politiker. Zwischen 1843 und 1846 war er zweimal Bürgermeister der Stadt Chicago.

## Werdegang
Der seit 1825 mit Eliza Clark verheiratete Augustus Garrett lebte ab 1834 in der damals noch jungen Stadt Chicago, wo er ein Auktionshaus betrieb. Ein Jahr später ging er eine Partnerschaft ein, die es ihm erlaubte, im größeren Stil aus Auktionator und als Landspekulant tätig zu werden. Bis Oktober 1836 hatte er einen Umsatz von 1,8 Millionen Dollar erreicht, eine für die damalige Zeit enorme Summe.
Politisch schloss sich Garrett der Demokratischen Partei an. Im Jahr 1843 wurde er zum Bürgermeister von Chicago gewählt. Dieses Amt bekleidete er zunächst für die damals übliche einjährige Amtszeit bis 1844. In diesem Jahr wurde er wiedergewählt. Diese Wahl wurde aber wegen Betrugs- und Korruptionsvorwürfen annulliert. Garrett trat auch bei der dadurch notwendig geworden zweiten Wahl des Jahres 1844 an und unterlag Alson Sherman, der als unabhängiger Demokrat kandidierte. Ein Jahr später wurde er dann wieder für ein Jahr zum Bürgermeister der Stadt Chicago gewählt. Insgesamt übte er also dieses Amt zwei Mal von 1843 bis 1844 und von 1845 bis 1846 aus.
Augustus Garrett hatte keine Kinder. Nach seinem Tod am 30. November 1848 gründete seine Witwe das Garrett Bible Institute,  in das das Vermögen der Familie investiert wurde. Es besteht noch heute unter dem Namen Garrett–Evangelical Theological Seminary.